# Evergestis pallidata
Evergestis pallidata là một loài bướm đêm thuộc họ Crambidae. Nó được tìm thấy ở châu Âu, Bắc Mỹ và Bắc Á.
Sải cánh dài 24–29 mm. Con trưởng thành bay từ tháng 6 đến tháng 9 tùy theo địa điểm.
Ấu trùng ăn các loài Brassicaceae, especially Barbarea vulgaris.

## Hình ảnh

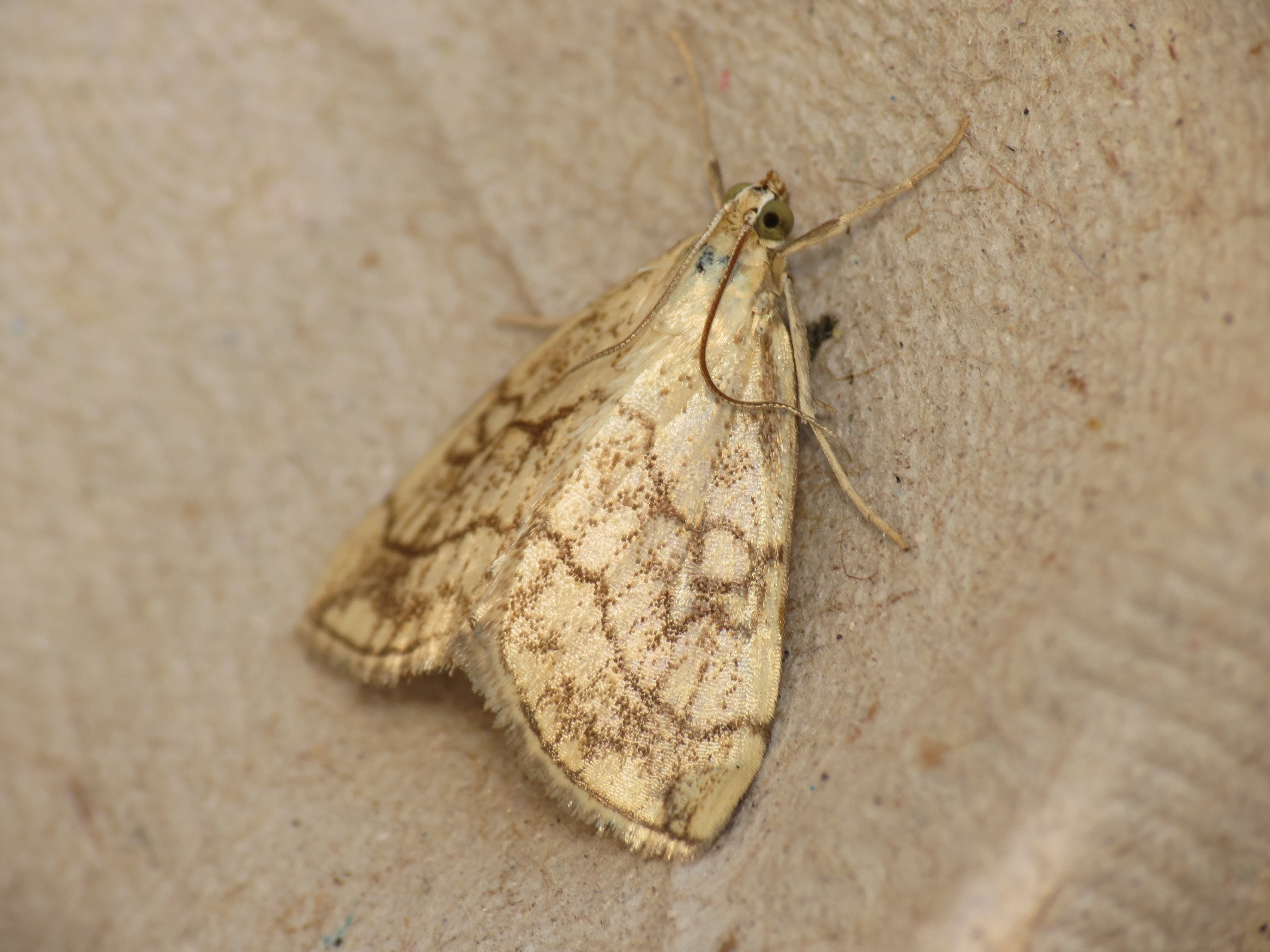
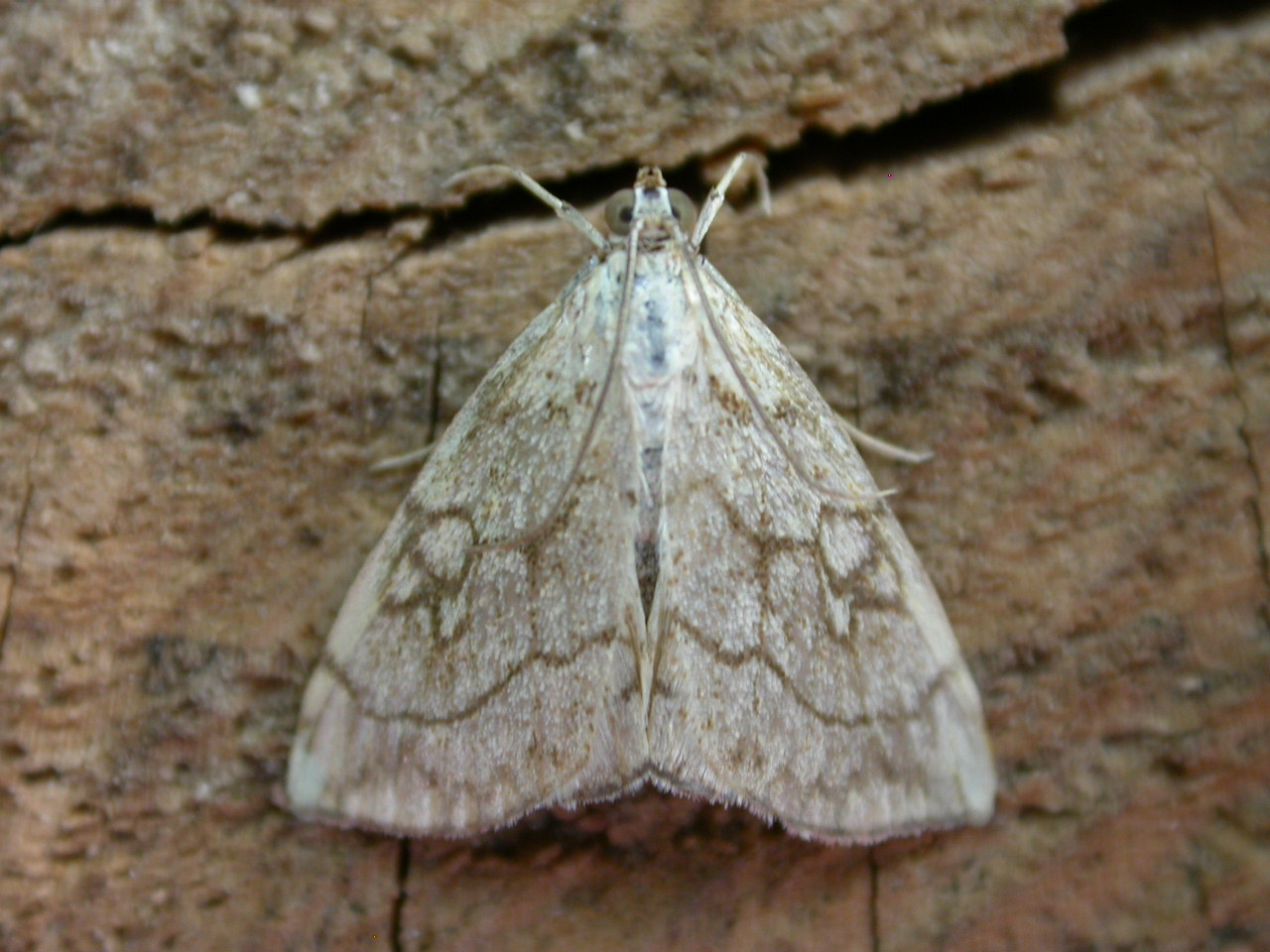
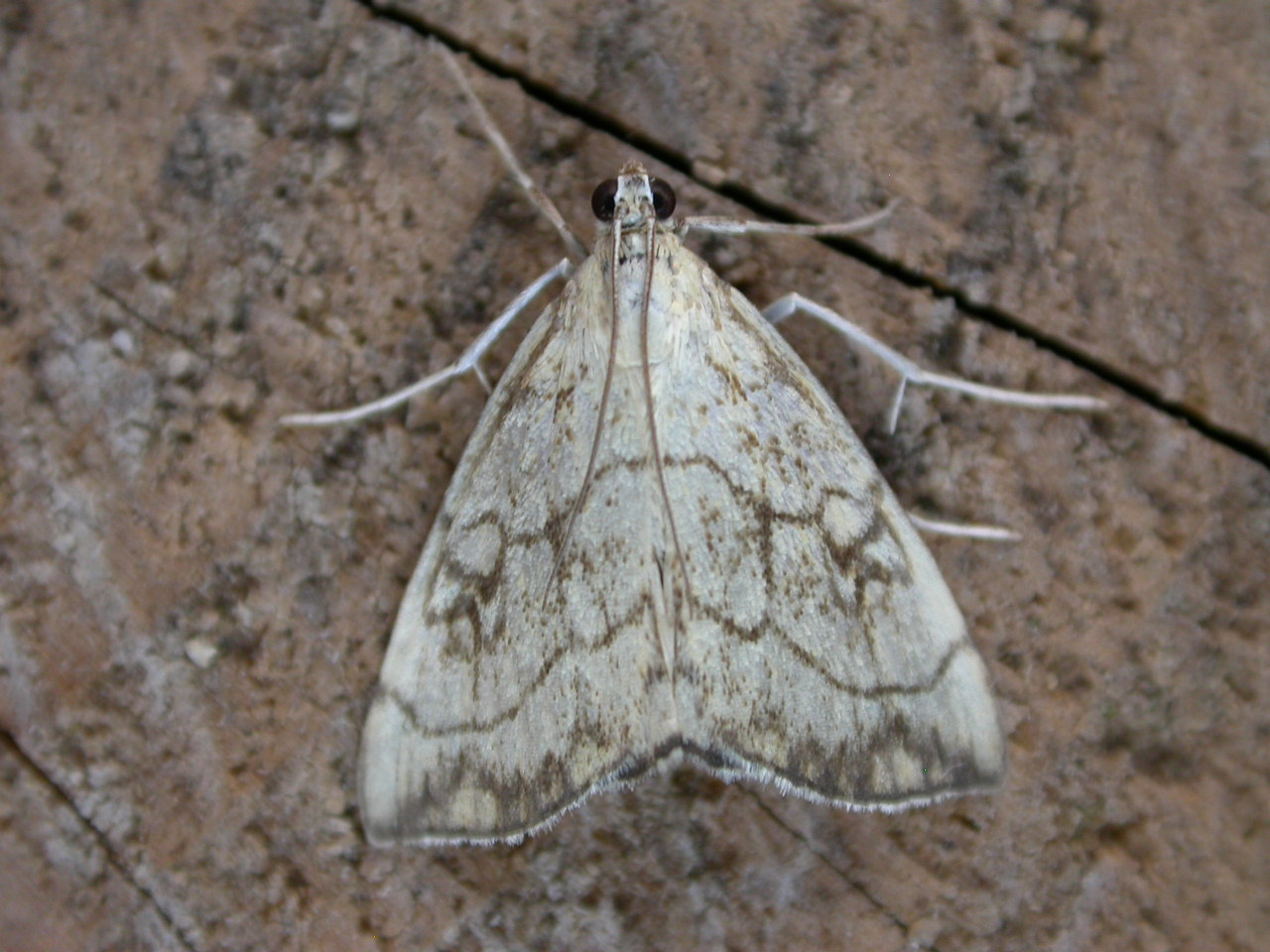
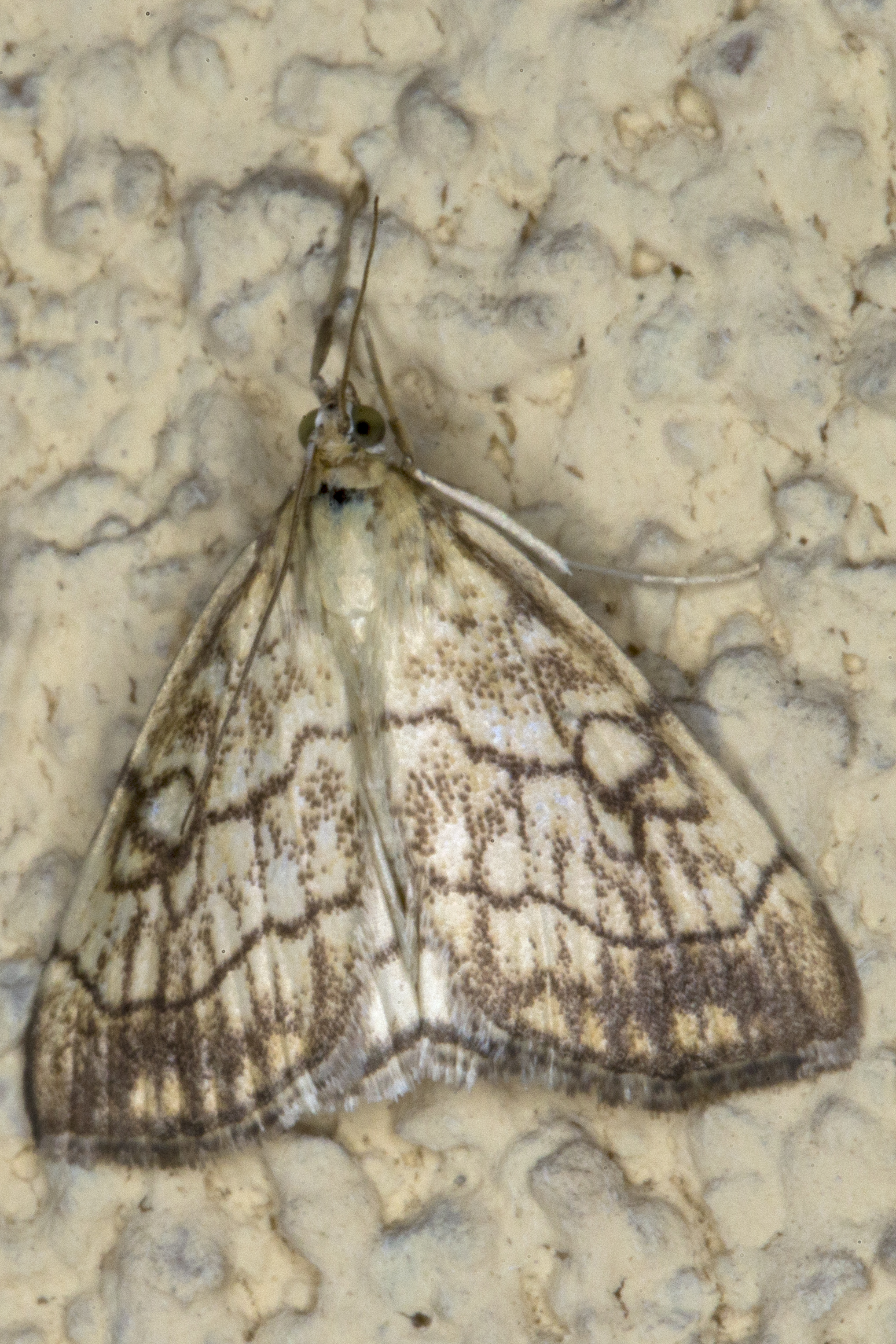